# Hans Kouba
Hans Kouba (* 8. Juli 1912 in Wien; † 16. November 1973 in Wiener Neustadt) war ein österreichischer Politiker der Sozialistischen Partei Österreichs (SPÖ).

## Ausbildung und Beruf
Nach dem Besuch der Volks- und Hauptschule besuchte er eine Berufsschule und danach eine Fortbildungsschule. Er erlernte den Beruf des Maschinenschlossers. Ab 1947 war er Sekretär der Gewerkschaft der Textil-, Bekleidungs- und Lederarbeiter.

## Politische Funktionen
- Vorsitzender der Gewerkschaft der Textil-, Bekleidungs- und Lederarbeiter
- Vorsitzender-Stellvertreter des Österreichischen Gewerkschaftsbundes (ÖGB), Landesexekutive Niederösterreich
- Mitglied des Bundesvorstandes des ÖGB
- Vorstandsmitglied der Arbeiterkammer Niederösterreich
- Vorstandsmitglied und Vorsitzender des Unterstützungsfonds der Niederösterreichischen Gebietskrankenkasse
- Präsidiums- und Vorstandsmitglied der SPÖ Niederösterreich
- Mitglied der Bezirksexekutive und Bezirksorganisation der SPÖ Wiener Neustadt

## Politische Mandate
- 20. November 1969 bis 16. Oktober 1973: Mitglied des Bundesrates (XI., XII. und XIII. Gesetzgebungsperiode), SPÖ